# Warlockok

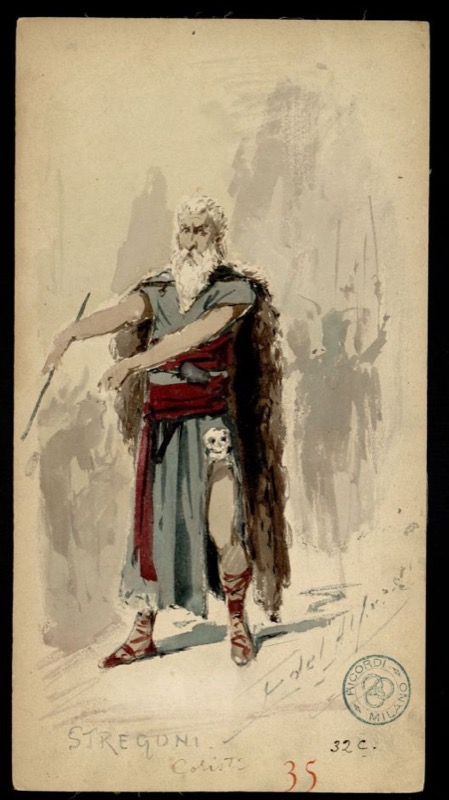

A warlock boszorkánymester, aki a jó boszorkányok hatalmára áhítozik. Haláluk után képes elszívni azt és felhasználni a nagyobb hatalom megszerzése érdekében. A gonosz boszorkányok megtestesítőjeként van jelen a mitológiában. Hatalma minden esetben a fekete mágiához kötődik.
Találkozhatunk velük többek közt:
- A Bűbájos boszorkák című sorozatban;
- Karaktertípusként a Heroes of Might and Magic című stratégiai PC-játékban.
- Számos szerepjátékban, mint a Dungeons and Dragons és a World of Warcraft.